# Potrącenie
Potrącenie (łac. compensatio; kompensacja, kompensata) – w prawie cywilnym umorzenie dwóch przeciwstawnych sobie wierzytelności poprzez złożenie oświadczenia woli przez jednego wierzyciela drugiemu wierzycielowi lub w drodze dwustronnej umowy.
W języku potocznym o potrąceniu mówi się również w razie pomniejszenia wysokości należnego świadczenia z innych przyczyn.
Kompensata uchyla konieczność realnego wykonania świadczeń przez obie strony, a zaspokojenie wierzyciela wyraża się w tym, iż nie musi on wykonywać przeciwstawnego zobowiązania.
Przesłanki potrącenia:
- dwie osoby muszą być względem siebie zarówno wierzycielami jak i dłużnikami,
- przedmiotem świadczeń w obu przypadkach są pieniądze lub rzeczy tej samej jakości oznaczone co do gatunku,
- obie wierzytelności są wymagalne (odroczenie wykonania zobowiązania udzielone przez sąd albo bezpłatnie przez wierzyciela nie wyłącza potrącenia[1])
- wierzytelność osoby dokonującej potrącenia jest zaskarżalna.

Nie mogą być umorzone przez potrącenie: 
- wierzytelności nieulegające zajęciu,
- wierzytelności o dostarczenie środków utrzymania,
- wierzytelności wynikające z czynów niedozwolonych,
- wierzytelności, co do których potrącenie jest wyłączone przez przepisy szczególne